# Mjøllføykje
Mjøllføykje (zusammengesetzt aus norwegisch mjøll für Pulverschnee und føykje für Verwirbelter Schnee) ist ein markantes Kliff im ostantarktischen Königin-Maud-Land. In der Kirwanveggen ragt es auf der Ostseite des Tals Belgen auf.
Norwegische Kartographen, die es auch benannten, kartierten das Kliff anhand von Vermessungen und Luftaufnahmen der Norwegisch-Britisch-Schwedischen Antarktisexpedition (1949–1952) und Luftaufnahmen der Dritten Norwegischen Antarktisexpedition (1956–1960) aus den Jahren von 1958 bis 1959.